# هوشنگ درویش‌پور
هوشنگ درویش‌پور (متولد ۱۳۳۴، بندر کیاشهر)، کارگردان ایرانی است. وی فعالیت هنری خود را با تئاتر و ساخت فیلم‌های کوتاه آغاز کرد و نخستین فیلم بلند خود را با نام «بخاطر مادرم» با مشارکت آموزش و پرورش ساخت. او دریکی از فیلم‌های بلندش قصه دلها بازیگر جدیدی مثل لیلا اوتادی را به سینمای ایران معرفی کرد.

## فیلمشناسی

### تهیه کنندگی و کارگردانی
- به خاطر مادرم (۱۳۶۷)
- سال‌های جوانی (۱۳۷۰)
- بی‌تو هرگز (۱۳۷۲)
- حادثه در نیمه شب (۱۳۷۳)
- پسرها نمی‌گریند (۱۳۷۴)
- عملیات در مرداب (۱۳۷۵)
- شکارچی (۱۳۷۶)
- هدف سخت (۱۳۷۷)
- امپراتور (۱۳۸۳)
- قصه دل‌ها (۱۳۸۵)
- تپلی (۱۳۸۹)
- دوباره پرواز خواهی کرد (۱۳۹۱)
- قصه پرواز (۱۳۹۴)
- فریادزیرآب (۱۳۹۷)
- کولاک (۱۳۹۸)

### (سینما)
| سال  | نام فیلم               | نویسنده          | کارگردان        | تدوین                      |
| ---- | ---------------------- | ---------------- | --------------- | -------------------------- |
| ۱۳۶۷ | به خاطر مادرم          | هوشنگ درویش پور  | هوشنگ درویش پور | علی ژکان                   |
| ۱۳۷۰ | سال‌های جوانی           | هوشنگ درویش پور  | هوشنگ درویش پور | صمد تواضعی                 |
| ۱۳۷۲ | بی تو هرگز             | توران اکبری سرشت | هوشنگ درویش پور | مهدی رجاییان               |
| ۱۳۷۰ | حادثه در نیمه شب       | هوشنگ درویش پور  | هوشنگ درویش پور | صمد تواضعی                 |
| ۱۳۷۴ | پسرها نمی‌گریند         | هوشنگ درویش پور  | هوشنگ درویش پور | علی ژکان                   |
| ۱۳۷۵ | عملیات در مرداب        | هوشنگ درویش پور  | هوشنگ درویش پور | هوشنگ درویش پور            |
| ۱۳۷۶ | شکارچی                 | توران اکبری سرشت | هوشنگ درویش پور | هوشنگ درویش پور            |
| ۱۳۷۷ | هدف سخت                | هوشنگ درویش پور  | هوشنگ درویش پور | هوشنگ درویش پور            |
| ۱۳۸۳ | امپراتور               | توران اکبری سرشت | هوشنگ درویش پور |                            |
| ۱۳۸۵ | قصه دلها               | توران اکبری سرشت | هوشنگ درویش پور | صمد تواضعی                 |
| ۱۳۸۹ | تپلی                   | بهنام بروجردی    | هوشنگ درویش پور | علیرضا مقدم و رامتین کوچکی |
| ۱۳۹۱ | دوباره پرواز خواهی کرد | هوشنگ درویش پور  | هوشنگ درویش پور | رامتین کوچکی               |
| ۱۳۹۴ | قصه پرواز              | هوشنگ درویش پور  | هوشنگ درویش پور | رامتین کوچکی               |
| ۱۳۹۶ | فریاد زیر آب           | توران اکبری سرشت | هوشنگ درویش پور | رامتین کوچکی               |
| ۱۳۹۷ | جنگلبان                | هوشنگ درویش پور  | هوشنگ درویش پور | رامتین کوچکی               |
| ۱۳۹۸ | کولاک                  | رامتین کوچکی     | رامتین کوچکی    | علی ژکان                   |
| ۱۳۹۸ | سایه                   | هوشنگ درویش پور  | هوشنگ درویش پور | رامتین کوچکی               |

## تهیه کنندگی

### فیلم سینمایی کولاک
| سال  | فیلم  | سِمَت          | سِمَت          | سِمَت      | سِمَت             | سِمَت |
| سال  | فیلم  | کارگردان     | نویسنده      | تدوین‌گر  | تهیه‌کننده       |     |
| ---- | ----- | ------------ | ------------ | -------- | --------------- | --- |
| ۱۳۹۸ | کولاک | رامتین کوچکی | رامتین کوچکی | علی ژکان | هوشنگ درویش پور |     |

## سریال

### تهیه کنندگی و کارگردانی
- حکم مرگ (۱۳۷۸) در شبکه امور استان‌ها
- تالاب و مهاجران (۱۳۸۴) شبکه ۴
- ز مثل زندگی (۱۳۸۶) شبکه ۲

### (مستند)
| نام مستند                            | تهیه‌کننده                                      | کارگردان                  | تدوین                          | صداگذاری و ترکیب صدا           | نویسنده |
| ------------------------------------ | ---------------------------------------------- | ------------------------- | ------------------------------ | ------------------------------ | ------- |
| معدن چیان                            | شرکت سینمایی آرین فیلم                         | آری                       | رامتین کوچکی                   | رضا دلپاک                      | آری     |
| گیلان سرزمین من                      | میراث فرهنگی و صنایع دستی، گردشگری استان گیلان | آری                       | رامتین کوچکی                   | آرمین صدیق                     | آری     |
| استانداردها اعتماد سازند             | اداره کل استاندارداستان گیلان                  | آری                       | رامتین کوچکی                   | آرمین صدیق ورامتین کوچکی       | آری     |
| فیلم کوتاه دخترچشمه                  | آری                                            | رامتین کوچکی              | رامتین کوچکی و رضا ابولصدق     | رامتین کوچکی                   | آری     |
| مستند میراث گیل                      | میراث فرهنگی و صنایع دستی، گردشگری استان گیلان | آری                       | رامتین کوچکی                   | الگو:رضا ابوالصدق              | آری     |
| مستند گروه صنعتی مپنا                | گروه صنعتی پرتو                                | آری                       | رامتین کوچکی و رضا ابولصدق     | الگو:رضا ابوالصدق              | آری     |
| کلیپ آرزو                            | شبکه۲ سیما                                     | آری                       | رامتین کوچکی                   | رضا دلپاک و رامتین کوچکی       | آری     |
| ماهی درقفس                           | اداره کل شیلات استان گیلان                     | آری                       | رامتین کوچکی                   | رامتین کوچکی                   | آری     |
| نهالکاری همگانی برای ایرانی سرسبز    | اداره کل منابع طبیعی استان گیلان               | آری                       | رامتین کوچکی                   | الگو:رضا ابوالصدق              | آری     |
| این گروه دانشجو                      | اداره کل شیلات استان گیلان                     | آری                       | رامتین کوچکی                   | آری                            | آری     |
| ماسوله                               | میراث فرهنگی، صنایع دستی وگردشگری استان گیلان  | آری                       | رامتین کوچکی                   | رامتین کوچکی                   | آری     |
| مشق تلاش                             | اداره کل راه و مسکن شهرسازی                    | آری                       | رامتین کوچکی                   | جواد سالارخیلی                 | آری     |
| گیاهان مهاجم                         | اداره کل محیط زیست استان گیلان                 | آری                       | رامتین کوچکی                   | رامتین کوچکی                   | آری     |
| احیا تالاب سلکه                      | اداره کل محیط زیست استان گیلان                 | آری                       | رامتین کوچکی                   | رامتین کوچکی                   | آری     |
| تالاب قلمگوده                        | اداره کل محیط زیست استان گیلان                 | آری                       | رامتین کوچکی                   | رامتین کوچکی                   | آری     |
| احیای جنگل                           | اداره کل منابع طبیعی استان گیلان               | آری                       | رامتین کوچکی                   | رضا ابولصدق                    | آری     |
| احیای شمشاد پارگام                   | اداره کل منابع طبیعی استان گیلان               | آری                       | رامتین کوچکی                   | آرمین صدیق                     | آری     |
| سفرسبز                               | اداره کل محیط زیست استان گیلان                 | آری                       | صادق علوی و رامتین کوچکی       | صادق علوی و رامتین کوچکی       | آری     |
| ایستک                                | کارخانه آرپانوش                                | آری                       | رضا ابولصدق                    | رضا ابولصدق                    | آری     |
| پایا کلاچ                            | اداره کل استاندارد استان گیلان                 | آری                       | آری                            | رضا دلپاک                      | آری     |
| پارس خزر                             | اداره کل استاندارد استان گیلان                 | آری                       | آری                            | آری                            | آری     |
| تافته                                | اداره کل استاندارد استان گیلان                 | آری                       | رامتین کوچکی                   | آری                            | آری     |
| روغن ورامین                          | اداره کل استاندارد استان گیلان                 | آری                       | آری                            | رضا ابولصدق                    | آری     |
| فن آوری ساخت                         | اداره کل استاندارد استان گیلان                 | آری                       | آری                            | آری                            | آری     |
| کمک فنر سازی                         | اداره کل استاندارد استان گیلان                 | آری                       | الگو:رامتین کوچکی              | آری                            | آری     |
| عملکرد سازمان                        | اداره کل استاندارد استان گیلان                 | آری                       | آری                            | جواد سالارخیلی                 | آری     |
| کارخانه گنجه رودبار                  | اداره کل استاندارد استان گیلان                 | آری                       | آری                            | جواد سالارخیلی                 | آری     |
| بوم گردی                             | اداره کل محیط زیست استان گیلان                 | آری                       | آری                            | رامتین کوچکی و مرتضی امینی     | آری     |
| خرس قهوه ای                          | آری                                            | رامتین کوچکی و روزبه تشکر | آری                            | آری                            | آری     |
| نقش عشق                              | نمایشگاه بین‌المللی تورنتو کانادا               | آری                       | رامتین کوچکی                   | رضا دلپاک                      | آری     |
| جاذبه‌های گردشگری                     | اداره کل محیط زیست استان گیلان                 | آری                       | رامتین کوچکی و روزبه تشکر      | رامتین کوچکی و روزبه تشکر      | آری     |
| شالبافی                              | اداره کل میراث فرهنگی و صنایع دستی استان گیلان | آری                       | رامتین کوچکی و روزبه تشکر      | آری                            | آری     |
| سفال لعابدار                         | اداره کل میراث فرهنگی و صنایع دستی استان گیلان | آری                       | آری                            | رضا دلپاک و روزبه تشکر         | آری     |
| سفال سنتی                            | اداره کل میراث فرهنگی و صنایع دستی استان گیلان | آری                       | رامتین کوچکی                   | آری                            | آری     |
| مؤسسه بین‌المللی تاس ماهیان دریای خزر | اداره کل تاس ماهیان استان گیلان                | آری                       | آری                            | رضا دلپاک                      | آری     |
| نمدمالی                              | اداره کل میراث فرهنگی و صنایع دستی استان گیلان | آری                       | رضا دلپاک و روزبه تشکر         | آری                            | آری     |
| رشتی دوزی                            | اداره کل میراث فرهنگی و صنایع دستی استان گیلان | آری                       | آری                            | آری                            | آری     |
| خراطی                                | اداره کل میراث فرهنگی و صنایع دستی استان گیلان | آری                       | آری                            | رضا ابولصدق                    | آری     |
| سد سازی سدهای گیلان                  | اداره کل آب منطقه ای استان گیلان               | رامتین کوچکی              | آری                            | الگو:جواد سالار خیلی           | آری     |
| بامبو                                | اداره میراث فرهنگی گیلان                       | آری                       | آری                            | آرمین صدیق                     | آری     |
| شهر املش                             | اداره کل میراث فرهنگی استان گیلان              | آری                       | آرمین صدیق                     | آری                            | آری     |
| بازارهای محلی استان گیلان            | اداره کل میراث استان گیلان                     | آری                       | آری                            | جواد سالار خیلی و رامتین کوچکی | آری     |
| چهارپادشاهان                         | اداره کل میراث استان گیلان                     | آری                       | رامتین کوچکی                   | جواد سالار خیلی و رامتین کوچکی | آری     |
| شیخ زاهد                             | اداره کل میراث استان گیلان                     | آری                       | رامتین کوچکی                   | جواد سالار خیلی و رامتین کوچکی | آری     |
| آقا سید علی مقبره دوره قاجار         | اداره کل میراث استان گیلان                     | آری                       | جواد سالار خیلی و رامتین کوچکی | جواد سالار خیلی و رامتین کوچکی | آری     |
| مورغانه پورد                         | اداره کل میراث استان گیلان                     | آری                       | صادق علوی و رامتین کوچکی       | جواد سالار خیلی و رامتین کوچکی | آری     |
| تالاب امیرکلایه                      | اداره کل محیط زیست استان گیلان                 | آری                       | رضا ابولصدق                    | صادق علوی و رامتین کوچکی       | آری     |
| پل بزرگ ماچیان                       | اداره کل مسکن شهرسازی استان گیلان              | آری                       | رامتین کوچکی و رضا ابولصدق     | آرمین صدیق                     | آری     |
| کاروانسرای شاه عباسی                 | اداره کل میراث استان گیلان                     | آری                       | مرتضی کوهی و رامتین کوچکی      | رامتین کوچکی                   | آری     |
| پرندگان مهاجر                        | اداره کل محیط زیست استان گیلان                 | آری                       | صادق علوی و رامتین کوچکی       | رضا دلپاک                      | آری     |

## جوایز
- به خاطر مادرم جایزه بهترین فیلم جشنواره وحدت
- هدف سخت فیلم برگزیده مراسم افتتاحیه جشنواره فجر و جز پر فروشترین فیلم‌های سال‌های ۷۶ ۷۷
- عملیات در مرداب جایزه بهترین کارگردانی فیلم دفاع مقدس
- سالهای جوانی پر مخاطب‌ترین فیلم سینمای بدنه ۷۰
- تپلی جایزه ویژه کانون پرورش فکری و فروش بالای ۶۰۰ میلیون تومانی در گیشه
- دوباره پرواز خواهی کرد جایزه و تقدیر در جشنواره فیلم کودک اصفهان. حضور در فرش قرمز و جایزه ویژه فیلم حمایت از محیط زیست.
- قصه پرواز جایزه ویژه هیئت داوران.منتخب پنجمین جشنواره فیلم سبز.